# Заполярный государственный университет имени Н. М. Федоровского
Заполярный государственный университет имени Н. М. Федоровского (ФГБОУ ВО «ЗГУ имени Н. М. Федоровского») — одно из самых северных высших учебных заведений мира и самый северный в России инженерно-технический университет прикладного типа. Расположен в городе Норильск (Красноярский край, Россия). Университет считается главной площадкой по подготовке специалистов для работы на предприятиях Норильского дивизиона компании «Норильский никель».

## Об университете
В университете действуют разноуровневые образовательные программы:
● Среднее специальное образование 
● Высшее образование, включая программы бакалавриата, специалитета, магистратуры и аспирантуры.
В ЗГУ преподают 6 докторов и несколько десятков кандидатов наук. 
С 2019 года идёт глобальная трансформация ВУЗа. Её цель — сделать университет одним из самых современных учебных заведений Российской Арктики. Речь идёт как об образовательной программе, так и об инфраструктуре университета.
В 2022 году университет заявил, что меняет стратегию развития. Задача ВУЗа — стать центром опережающего развития промышленной Арктики. В связи с этим ЗГУ планирует развиваться по трём ключевым направлениям:
1. Пересборка образовательных программ и повышение привлекательности обучения.
2. Технологический НИОКР в интересах высокотехнологичных компаний.
3. Исследования и экспертиза в области Арктической урбанистики.

С учётом географической изолированности и экстремальных климатических условий Норильск действительно является уникальным объектом для научных исследований, включая исследования в области Арктической урбанистики. Например, в 2017 году в ЗГУ имени Н. М. Федоровского появилась собственная лаборатория для этих целей. В 2020 году она была выделена в качестве нового структурного подразделения университета и получила название «Лаборатория социальных и экономических исследований в Арктике». 
В университете действует программа «Профессиональный старт». Она предполагает целевую подготовку и отбор студентов старших курсов для трудоустройства на предприятия «Норникеля», включая увеличенную производственную и преддипломную практики и заключение срочного трудового договора. Участниками программы «Профессиональный старт» с 2004 по 2022 год стали 626 студентов университета, с 2011 по 2021 год стипендиатами корпоративной стипендии «Норильского никеля» стали 164 студента ЗГУ. 
Заполярный государственный университет имени Н. М. Федоровского является участником «Первого климатического Научно-образовательного центра мирового уровня «Енисейская Сибирь». Университет также входит в состав CED (Carbon Education and Development), представляющего собой научно-образовательный консорциум для развития инициатив по обучению, исследованиям и прикладным разработкам в области климатических проектов и снижения антропогенного воздействия на климат и экологию). В 2022 году университет стал участником федерального проекта «Платформа университетского технологического предпринимательства» (при поддержке Агентства развития Норильска), на базе ЗГУ работает акселератор студенческих проектов для развития технологических стартапов.  

## История
Образован в 1961 году как Норильский вечерний индустриальный институт, слиянием вечернего факультета Красноярского института цветных металлов, учебно-консультационного пункта Всесоюзного заочного политехнического института и Норильского горно-металлургического техникума. 
В 1974 году был открыт приём на дневное отделение.
В 1987 году институт был преобразован в завод-втуз при Норильском горно-металлургическом комбинате им. А. П. Завенягина, каждому выпускнику которого гарантировалась работа на Норильском комбинате.
В сентябре 1989 года в институте была открыта аспирантура.
В 1991 году завод-втуз был преобразован в Норильский индустриальный институт, после чего трудоустройство уже никому не гарантируется.
В 2021 году преобразован в Заполярный государственный университет имени Н. М. Федоровского, став самым северным университетом в России. 

## Структура
В состав университета входят два факультета и Политехнический колледж ЗГУ.
| Факультеты                                          | Кафедры                                                                 | Специальности и направления подготовки                                                                            |
| --------------------------------------------------- | ----------------------------------------------------------------------- | --- |
| Горно-технологический факультет                     | Кафедра разработки месторождений полезных ископаемых (РМПИ)             | 21.05.04 Горное дело (специалитет)                                                                                |
| Горно-технологический факультет                     | Кафедра металлургии цветных металлов (МЦМ)                              | 22.03.02 Металлургия                                                                                              |
| Горно-технологический факультет                     | Кафедра строительства и теплогазоводоснабжения (СиТ)                    | 08.03.01 Строительство                                                                                            |
| Горно-технологический факультет                     | Кафедра технологических машин и оборудования (ТМиО)                     | 15.03.02 Технологические машины и оборудование                                                                    |
| Горно-технологический факультет                     | Кафедра технологических машин и оборудования (ТМиО)                     | 23.03.02 Наземные транспортно-технологические комплексы                                                           |
| Факультет электроэнергетики, экономики и управления | Кафедра экономики, менеджмента и организации производства (ЭМиОП)       | 38.03.01 Экономика                                                                                                |
| Факультет электроэнергетики, экономики и управления | Кафедра экономики, менеджмента и организации производства (ЭМиОП)       | 38.03.02 Менеджмент                                                                                               |
| Факультет электроэнергетики, экономики и управления | Кафедра информационных систем и технологий (ИСиТ)                       | 09.03.02 Информационные системы и технологии                                                                      |
| Факультет электроэнергетики, экономики и управления | Кафедра информационных систем и технологий (ИСиТ)                       | 09.03.03 Прикладная информатика                                                                                   |
| Факультет электроэнергетики, экономики и управления | Кафедра электроэнергетики и автоматики (ЭиА)                            | 13.03.02 Электроэнергетика и электротехника                                                                       |
| Факультет электроэнергетики, экономики и управления | Кафедра электроэнергетики и автоматики (ЭиА)                            | 15.03.04 Автоматизация технологических процессов и производств                                                    |
| Факультет электроэнергетики, экономики и управления | Кафедра физико-математических дисциплин (ФМД)                           | |
| Факультет электроэнергетики, экономики и управления | Кафедра философии, истории и иностранных языков (ФИиИЯ)                 | |
| Факультет электроэнергетики, экономики и управления | Кафедра физического воспитания (ФВ)                                     | |
| Политехнический колледж                             | Цикловая комиссия общетехнических дисциплин и автомобильного транспорта | 23.02.03 Техническое обслуживание и ремонт автомобильного транспорта                                              |
| Политехнический колледж                             | Цикловая комиссия общетехнических дисциплин и автомобильного транспорта | 23.02.04 Техническая эксплуатация подъемно-транспортных, строительных, дорожных машин и оборудования              |
| Политехнический колледж                             | Предметно-цикловая комиссия автоматизации технологических процессов     | 15.02.07 Автоматизация технологических процессов и производств (по отраслям)                                      |
| Политехнический колледж                             | Цикловая комиссия горных электромеханических дисциплин                  | 21.02.17 Подземная разработка месторождений полезных ископаемых                                                   |
| Политехнический колледж                             | Цикловая комиссия горных электромеханических дисциплин                  | 21.02.16 Шахтное строительство                                                                                    |
| Политехнический колледж                             | Цикловая комиссия горных электромеханических дисциплин                  | 13.02.11 Техническая эксплуатация и обслуживание электрического и электромеханического оборудования (по отраслям) |
| Политехнический колледж                             | Цикловая комиссия тепловых электрических станций                        | 13.02.01 Тепловые электрические станции                                                                           |
| Политехнический колледж                             | Цикловая комиссия правовых дисциплин                                    | 40.02.01 Право и организация социального обеспечения                                                              |
| Политехнический колледж                             | Цикловая комиссия социально-экономических дисциплин                     | 38.02.01 Экономика и бухгалтерский учёт (по отраслям)                                                             |
| Политехнический колледж                             | Цикловая комиссия социально-экономических дисциплин                     | 46.02.01 Документационное обеспечение управления и архивоведение                                                  |
| Политехнический колледж                             | Цикловая комиссия естественнонаучных дисциплин                          | |
| Политехнический колледж                             | Цикловая комиссия общеобразовательных дисциплин                         | |
| Политехнический колледж                             | Группа физического воспитания                                           | |

Также при ЗГУ имени Н. М. Федоровского действуют:
●       Отдел аспирантуры и научных исследований; 

●       Мерзлотная лаборатория; 

●       Центр технологического предпринимательства; 

●       Лаборатория социальных и экономических исследований в Арктике; 

●       Лаборатория информационных систем и технологий; 

●       Научно-исследовательский центр технологий строительства и мониторинга состояния зданий и сооружений на северных арктических территориях; 

●       Центр повышения квалификации и профессиональной переподготовки; 

●       Центр довузовского образования; 

●       Научно-исследовательский центр «Экология здоровья»; 

●       Эколого-просветительный центр «Ноосфера». 

## Кампус
Шестиэтажное здание современного университета было построено в 1952 году. Оно располагается по адресу ул. 50 лет Октября, 7 (до переименования — Южная линия, 7). Здание спроектировали архитекторы В. С. Непокойчицкий и Л. В. Миненко. Интересная особенность — в кампусе университета был установлен один из первых лифтов в Норильске.
Весной 2022 года был выбран участок для строительства нового кампуса университета. Место определили представители правительства Красноярского края и «Норникеля», а также нескольких министерств. Новый кампус расположится напротив исторического здания университета на улице 50 лет Октября. Под застройку отведён участок площадью более 15 тысяч квадратных метров. В новый университетский комплекс для студентов и преподавателей будут включены общежитие, специальное общественное пространство и конференц-зал.

## Ректоры
- Г. И. Садовский (1971-1981)[25]
- А. И. Грушевский (1981-1984)[26]
- В. М. Рогинский (1984-1995)[27]
- А. А. Колегов (1995–2005)
- В. В. Забусов (2005–2016)[28]
- Д. В. Дубров (2016-2022)
- Е. В. Голубев (2023  — по настоящее время [29][30])

## Известные выпускники
● Александр Валентинович Новак — заместитель председателя правительства Российской Федерации. В 1993 году окончил Норильский индустриальный институт по специальности «Экономика и управление в металлургии». 
● Виктор Петрович Томенко — губернатор и председатель правительства Алтайского края. В 1993 году окончил Норильский индустриальный институт по специальности «Экономика и управление в цветной металлургии». 
● Алексей Леонидович Текслер — губернатор Челябинской области. В 1995 году окончил Норильский индустриальный институт по специальности «Экономика и управление в металлургии».
Мамин Виктор Викторович - первый заместитель Губернатора Челябинской области, директор Департамента корпоративного управления, ценовой конъюнктуры и контрольно-ревизионной работы Минэнерго России, окончил Норильский индустриальный институт по специальности «Экономика и управление на предприятии» в 2004 году, по специальности «Бухгалтерский учет, анализ и аудит» в 2005 году (оба с отличием).
● Максим Миронов — директор АНО «Агентство развития Норильска». В 2004 году окончил Норильский индустриальный институт по специальности «Подземная разработка месторождений подземных ископаемых».
● Виталий Муравьёв — директор Надеждинского металлургического завода им. Б.И. Колесникова. Окончил ВУЗ по специальности «Металлургия цветных металлов».
● Вячеслав Кудашкин — директор АТО «Норильский промышленный транспорт».
● Андрей Цымбалов — директор рудника «Скалистый».